# ベルツォ・デーモ
ベルツォ・デーモ（伊: Berzo Demo）は、イタリア共和国ロンバルディア州ブレシア県にある、人口約1,600人の基礎自治体（コムーネ）。

## 地理

### 位置・広がり

#### 隣接コムーネ
隣接するコムーネは以下の通り。
- チェデーゴロ
- チェーヴォ
- マロンノ
- パイスコ・ロヴェーノ
- セッレロ
- ソーニコ

### 地震分類
イタリアの地震リスク階級 (it) では、3 に分類される
。

## 行政

### 分離集落
ベルツォ・デーモには、以下の分離集落（フラツィオーネ）がある。
- Berzo (sede comunale), Demo, Monte, Forno d'Allione

### 山岳部共同体
広域行政組織である山岳部共同体「ヴァッレ・カモニカ山岳部共同体」 (it:Comunità montana di Valle Camonica) （事務所所在地: ブレーノ）を構成するコムーネの一つである。